# Спаниш Лејк (Мисури)
Спаниш Лејк (енгл. Spanish Lake) насељено је место без административног статуса у америчкој савезној држави Мисури.

## Демографија
По попису из 2010. године број становника је 19.650, што је 1.687 (-7,9%) становника мање него 2000. године.
| Група             | 2000.          | 2010.          |
| Белци             | 8.934 (41,9%)  | 3.808 (19,4%)  |
| Афроамериканци    | 11.691 (54,8%) | 15.116 (76,9%) |
| Азијати           | 141 (0,7%)     | 75 (0,4%)      |
| Хиспаноамериканци | 220 (1,0%)     | 244 (1,2%)     |
| Укупно            | 21.337         | 19.650         |